# Gert Schiff
Gert Schiff (* 24. Dezember 1926 in Oldenburg (Oldb); † 18. Dezember 1990 in New York City) war ein deutscher Kunsthistoriker und Hochschullehrer. Er gilt als   Erforscher der Kunst Johann Heinrich Füsslis. Er lehrte zuletzt an der New York University of Fine Arts.

## Leben
Gert Schiff wuchs in einer großbürgerlichen Familie auf, die in den 1920er Jahren Anteil an dem Oldenburger Kulturleben hatte. Schiffs Vater war der aus Elsfleth stammende Anwalt Erich Schiff, der sich auch als Theaterkritiker und Schriftsteller betätigte, seine Mutter war die Schauspielerin Maria Martinsen. Nach der nationalsozialistischen Rassenlehre als Vierteljude eingestuft, war Schiff während seiner Schulzeit mitunter Diffamierungen und Diskriminierungen ausgesetzt. 1943 legte Gert Schiff sein Abitur am Alten Gymnasium in Oldenburg ab.
Nach Kriegseinsatz und Kriegsgefangenschaft in Frankreich studierte Gert Schiff zunächst Kunst an der Landeskunstschule in Bremen, dann Jura, Literaturwissenschaften und Kunstgeschichte in Hamburg, um 1957 seine Studien in Köln mit einer Dissertation über die römischen Zeichnungen des Anglo-Schweizer Malers Johann Heinrich Füssli abzuschließen. Nach Studien am Schweizer Institut für Kunstwissenschaft in Zürich und Mitarbeit an der Kulturzeitschrift Du wurde Gert Schiff erstmals Anfang der 1960er Jahre als junger Wissenschaftler in die USA eingeladen. Dort arbeitete er an dem New York Institute of Fine Arts, an dem er 25 Jahre bis zu seinem Tode eine Professur innehatte.
Von 1952 bis 1954 vertiefte Schiff auf Italienreisen nach Rom und Positano seine Freundschaft zu Dorothea Sternheim (genannt Mopsa), Tochter des deutschen Dramatikers Carl Sternheim. Nach Aufenthalten auf der äolischen Insel Stromboli entstand eine lebenslange Freundschaft zu dem deutschen Schriftsteller und Pazifisten Armin T. Wegner und seiner Frau, der Künstlerin Irene Kowaliska-Wegner.
Während der ersten Periode seiner New Yorker Jahre wohnte Gert Schiff ab 1964 in der 23ten Straße in dem Hotel Chelsea, das in den 60er und 70er Jahren zum Inbegriff der amerikanischen Gegenkultur und Avantgarde wurde. Seine Erfahrungen im Hotel Chelsea veröffentlichte Schiff 1971 in der Zeitschrift Du unter dem Titel Hotel Chelsea. Bereits 1969 begegnete Schiff dort den noch unbekannten Größen der Prä-Punk Ära wie dem Fotografen Robert Mapplethorpe und der Sängerin Patti Smith und später diversen amerikanischen Gegenwartsschriftstellern, Underground Künstlern und den Pop-Ikonen der 60er wie Arthur Miller, William Burroughs oder Andy Warhol, der 1966 seinen Film „Chelsea Girls“ vor Ort drehte.

## Werk
1973 veröffentlichte Schiff eine zweibändige über 1500 Seiten und 1400 Bilder umfassende Werkanalyse des Malers und Dichters Johann Heinrich Füssli. Mitte der 70er Jahre erarbeitete sich Schiff ein weiters Spezialgebiet, die Kunst Picassos, mit Schwerpunkt auf den graphischen Werken. Schiff gilt als der erste Kunstwissenschaftler, der sich intensiv mit Picassos Spätwerk beschäftigte. Als solcher organisierte er 1983 im Guggenheim Museum die erste große Picasso Ausstellung, die sich dem Spätwerk des Künstlers widmete. Ein weiterer Künstler, mit dem sich Schiff auseinandersetzte, war der deutsche Maler Max Beckmann. Schiff erarbeitete 1980 den Katalog zur Ausstellung der Triptychen Beckmanns in Frankfurt. Ferner veröffentlichte Schiff 1984 und 1986 Artikel über den englischen romantischen Schriftsteller William Blake. Schiffs wissenschaftliches Interesse galt auch dem zeitgenössischen Kunstgeschehen. Schon 1984 erstellt Schiff den Katalog zu einer der ersten Ausstellungen des jungen amerikanischen Avantgarde Künstlers Julian Schnabel. Schiffs Biograph, der Kunsthistoriker Jörg Deuter, schätzt, dass Schiffs Gesamtwerk etwa 30 Monographien und Kataloge sowie 40 große wissenschaftliche Aufsätze und darüber hinaus ein schwer einzuschätzendes journalistisches Werk von über 100 Zeitungsartikeln umfasst. Gert Schiff verstarb fünf Tage vor seinem 64. Geburtstag in New York City und wurde in seiner Heimatstadt Oldenburg auf dem Friedhof in Osternburg beerdigt.

## Veröffentlichungen
- Zeichnungen J.H. Füsslis aus seiner römischen Zeit, Dissertation. Hochschulschrift, Köln, 1957.
- Zeichnungen von Johann Heinrich Füssli 1741-1825. Unbekannte und neu gedeutete Blätter aus Großbritannien, Nordirland, Schweden und der Schweiz. 59 S. mit 62 Abbildungen. Zürich 1959.
- Ein Sommernachtstraum : Johann Heinrich Füssli. Reclam. Stuttgart 1961.
- Englische Exzentriker, in: Du. Kulturelle Monatszeitschrift, 21. November 1961.
- Die Faust-Illustrationen des Malers Theodor von Holst (1810-1844), in: Jahrbuch des Wiener Goethe Vereins, S. 74-88, 1962.
- Johann Heinrich Füssli in Zürich (Vortrag über den Maler), in: Librarium: Zeitschrift der Schweizerischen Bibliophilen-Gesellschaft, Nr. 7, S. 130-154, 1964.
- Max Beckmann: Die Ikonographie der Tryptichen, in: Tillmann Buddensieg/Matthias Winner (Hrsg.) Munuscula discipulorum. Kunstgeschichtliche Studien. S. 265-86. Berlin 1968.
- Hotel Chelsea, New York. In: Du, Kulturelle Monatszeitschrift, 31. Mai 1971, S. 378–390.
- Johann Heinrich Füssli 1741-1825 (Werkverzeichnis). Text und OEvrekatalog. 2 Bände. Berichthaus. Zürich 1973.
- Images of Horror and Fantasy. H.N. Abrams. New York 1977.
- Ecraser L’Infame, in: Antologia di belli arti 1, No. 1. S. 170-182 (Über Rudolph Charles von Ripper und Mopsa Sternheim), 1977.
- Picassos Old Age 1963-1973, in: Arts Journal 46, Summer, S. 122-126, 1982.
- Picasso. The Last Years 1963-1973. Solomon R. Guggenheim Museum. New York 1983.
- Julian Schnabel. Catalogue. The Pace Gallery. New York 1984.
- Picasso at Work at Home. Catalogue of the Center for Fine Arts. Miami Florida 1985.
- “Je suis le cahier”. Das Skizzenbuch Picassos. Rowohlt. Reinbek 1986.
- German Essays on Art History. New York 1988.
- Was ist mir Oldenburg? (Abituraufsatz), in: Ottheinrich Hestermann: Schulzeit im Dritten Reich. Isensee, Oldenburg 1994. S. 144–148.